# Script supervisor
Een script supervisor is lid van een filmcrew en verantwoordelijk voor de continuïteit van de acties binnen de film en voor het registreren van de dagelijkse vooruitgang van de filmopnamen in het draaiboek. Deze persoon heeft direct contact met de regisseur.
Naast het waarborgen van de continuïteit en het up-to-date houden van en het noteren van wijzigingen in het draaiboek is de script supervisor ook van belang voor de aantekeningen die uiteindelijk door de editor gebruikt worden voor de montage van de uiteindelijke film.

## Historische nomenclatuur
In het Engels werd deze functie traditioneel aangeduid als script girl (voor vrouwen) en de mannelijke versie werd continuity clerk genoemd. Deze termen zijn de loop van de 20e eeuw in onbruik geraakt en vervangen door het neutrale script supervisor.